# Scalanago lateralis
Scalanago lateralis är en fiskart som beskrevs av Whitley, 1935. Scalanago lateralis ingår i släktet Scalanago och familjen havsålar. Inga underarter finns listade i Catalogue of Life.